# Alexandre Gorbati-Chouïski
Le prince Alexandre Borissovitch Gorbati-Chouïski (russe : Алекса́ндр Бори́сович Горба́тый-Шу́йский, Gorbat veut dire bossu et Chouïski, de la Chouïa) a été un des principaux chefs militaires d'Ivan le Terrible. Il a dirigé la prise de Kazan et a été le premier namestnik (ru) de cette ville. Accusé de comploter contre le tsar, il est décapité en 1565.

## Biographie
Alexandre Gorbaty-Chouïski est le fils de Boris Ivanovitch Gorbaty-Chouïski (ru). Il devient boyard en 1544. Son premier commandement militaire intervient pendant la campagne de Kolomna, en 1538.
Son rôle a été particulièrement important dans les campagnes de Kazan de 1549 et 1552. Lors du siège de Kazan, il détruit la presque totalité de l'armée du prince Iepantcha (ru) dans la plaine d'Arsk, puis prend le bastion d'Arsk et la ville d'Arsk. Il s'empare alors de biens considérables et libère de la captivité de nombreux chrétiens. Il devient ensuite le premier namestnik de Kazan.
Après une série d'échecs de l'armée russe dans la guerre de Livonie, surtout après la défection d'Andreï Kourbski, le conflit entre Ivan le Terrible et les nobles boyards devient critique. Aleksandr Gorbaty-Chouïski était proche d'Andreï Kourbski, avec lequel il avait participé à la prise de Kazan. Malgré ses mérites, après avoir été accusé de comploter contre la vie du tsar et de la tsarine, il est exécuté en 1565 avec son fils Piotr, âgé de 17 ans. 

## Lignée
Alexandre et son fils Piotr sont les derniers descendants mâles des Gorbati-Chouïski. La répression d'Ivan le Terrible épargne cependant le reste du clan des Chouïski.
Sa fille aînée, Evdokia, a été mariée à Nikita Zakharine, le grand-père du tsar Michel Ier, ce qui a donné aux Romanov un argument pour faire remonter leur ascendance à Rurik.